# シモン (企業)
株式会社シモン（Simon Corporation）は東京都中央区に本社を置く、安全靴・官需靴・ワークグローブ・労働安全衛生保護具・防災用品・環境対策用品等の製造販売及び輸出入を行う企業である。革製安全靴製造業としては国内初、環境マネジメントシステムISO14001認証取得した工場や、グッドデザイン賞、グッドデザイン・ロングライフデザイン賞を受賞した商品がある。

## 概要

### 沿革
- 1948年（昭和23年）7月 - 東京都板橋区にて会社設立。
- 1954年（昭和29年）7月 - 作業用手袋「シモン革手袋」を開発。実用新案登録出願。
- 1955年（昭和30年）2月 - 新橋において初の営業所（のちの東京支店）を開設。
- 1958年（昭和33年）8月 - 安全靴の販売を開始。
- 1961年（昭和36年）9月 - 播州工場（兵庫県・たつの市）操業開始。
- 1962年（昭和37年）1月 - 板橋工場にて、安全靴製造を開始。

同年11月、板橋工場　革製安全靴のJIS工場に認定。
- 1963年（昭和38年）6月 - 会津工場（福島県・会津坂下町）操業開始。
- 1965年（昭和40年）1月 - 会津工場JIS表示許可工場に認定。
- 1967年（昭和42年）12月 - 安全靴スタンダードタイプが中央労働災害防止協会の推奨品に認定。
- 1968年（昭和43年）10月 - 第1回緑十字展に出展。資本金1億円に増資。
- 1975年（昭和50年）4月 - 文京区本郷（現所在地）に本社新社屋落成。
- 1981年（昭和56年）11月 - 静電安全靴・作業靴JIS表示に認定。
- 1982年（昭和57年）7月 - アジア諸国へ安全靴輸出を開始。
- 1983年（昭和58年）4月 - 利岡和人会長が黄綬褒章を受章。
- 1985年（昭和60年）11月 - インジェクションマシン（射出成型底付機）1号機の導入により、発泡ポリウレタン2層底安全靴7600シリーズの生産販売開始。
- 1986年（昭和61年）5月 - 仏・ジャラット社と技術・業務提携。
- 1987年（昭和62年）10月 - 通産省（現:経済産業省）よりSJ（旧:シモン・ジャラット）7600シリーズが、安全靴としては国内初のグッドデザイン賞に選定。
- 1988年（昭和63年）5月 - タイ王国にタイ・シモンセフティインダストリーズ株式会社を設立。

同年10月、7500シリーズがグッドデザイン賞に選定。
- 1989年（平成元年）10月 - 柳津工場（福島県・柳津町）完成　操業開始。
- 1990年（平成2年）9月 - 山形工場（山形県・河北町）操業開始。

同年11月、柳津工場JIS表示許可工場に認定。
利岡和人会長に安全衛生保護業界への貢献に対して叙位・正六位、叙勲・勲五等双光旭日章が授与される。
- 1991年（平成3年）10月 - 日本初のACM樹脂先芯採用の8600シリーズ（JIS規格L種）生産販売開始。
- 1992年（平成4年）5月 - 関西工場（兵庫県・たつの市）完成。

同年10月、8600シリーズがグッドデザイン賞に選定。
- 1993年（平成5年）8月 - 3層構造底安全靴シモンライト（旧:トリフタン）シリーズ生産開始。

同年10月、シモンライト（旧:トリフタン）シリーズがグッドデザイン賞に選定。
- 1994年（平成6年）3月 - シモンライト（旧:トリフタン）シリーズが中小企業優秀新技術・新製品奨励賞を受賞。
- 1995年（平成7年）10月 - 日本初のJIS規格S種適合のACM樹脂先芯を開発、8500シリーズに採用し生産販売開始。

同年10月、EL（エレナ・プリッツィ）シリーズがグッドデザイン賞に選定。
- 1998年（平成10年）7月 - 創立50周年を迎える。
- 1999年（平成11年）7月 - 株式会社シモングローブを設立。

同年8月、ジャパンDIYショー99東京にてワークシューズ「エアースペシャル」がベストヒット賞受賞。
同年10月、主力製品7500シリーズがグッドデザイン・ロングライフデザイン賞を受賞（安全靴業界初）。
同年12月、環境対策製品「エコエース」生産販売開始。
- 2000年（平成12年）5月 - この間逐次増資を重ね、資本金6億1,703万円となる。

同年9月、柳津工場が革製安全靴製造業としては国内初めて、環境マネジメントシステムISO14001認証取得。
- 2001年（平成13年）2月 - 山形工場JIS表示許可工場に認定。

同年8月、柳津工場が、業界初の労働安全衛生マネジメントシステムOHSAS18001の認証を取得。
同年10月、日本プロテクティブスニーカー協会設立、発起人としてメンバーに加わる。
- 2002年（平成14年）5月 - 中華人民共和国煙台市に煙台希満安全鞋工業有限公司を設立。

同年10月、環境対策製品「エコエース」がグッドデザイン賞に選定（通算7度目）。
- 2003年（平成15年）4月 - 総合物流センター操業開始。
- 2004年（平成16年）10月 - シモンライト（旧:トリフタン）シリーズがグッドデザイン・ロングライフデザイン賞を受賞（通算2度目）。
- 2006年（平成18年）4月 - SX3層底（Hybrid　Sole）に名称変更。
- 2008年（平成20年）7月 - 創立60周年を迎える。
- 2009年（平成21年）3月 - タイ・シモンセフティインダストリーズ株式会社がJIS　T　8101を認証取得（海外第1号）。

同年11月、タイ・シモンセフティインダストリーズ株式会社が第2工場落成。操業開始。
- 2010年（平成22年）9月 - 活動靴がグッドデザイン賞を受賞（ロングライフデザイン賞含め 通算9度目）。
- 2011年（平成23年）3月 - 株式会社インドネシアシモン設立。
- 2012年（平成24年）9月 - 柳津工場ISO14001 の4 回目の更新。

社長に利岡和範、会長に利岡信和就任。
同年12月、東京都中央区に本社を移転。
- 2013年（平成25年）2月 - JAL GROUP ITALIA SRLとの業務提携。

同年7月、SX3層底Fソール搭載のウオーキングセフティシリーズ生産開始。
- 2014年（平成26年）4月 - 株式会社インドネシアシモン ISO9001認証取得。

同年11月、長年に亘る安全衛生への功労に対し、利岡信和会長が旭日双光章を受賞。
同年12月、SX3層底Fソール搭載のシモンライト、8600シリーズ生産開始。
- 2015年（平成27年）9月 - 救急救命活動靴「WS17ER」がグッドデザイン賞受賞（ロングライフデザイン賞含め 通算10度目）。

同年12月、SX3層底Fソールが特許取得(特許5851480号)
- 2016年（平成28年）9月 -「SX3層底Fソールシステム」がグッドデザイン賞受賞（ロングライフデザイン賞含め 通算11度目）。

同年11月、SX3層底Fソールが特許取得(特許6046020号)
- 2017年（平成28年）8月 -SX3層底Fソールが特許取得(特許6195884号)

## 経営理念
- 創立の基本理念である“愛の精神”の真理を守り社業を通じて国家社会に貢献奉仕する
- 1.社会に愛され信頼される企業として“愛”ある奉仕に徹する
- 1.創意工夫　研究開発に努め“愛”ある製品を広く社会に提供する
- 1.仕事を愛し　己を愛し　明るい働きがいのある職場を作り　自己の研鑚に努める

## 取扱商品
- 安全靴

SX3層底Fソール安全靴、SX3層底安全靴、2層底安全靴、一般安全靴（耐滑、耐熱、防寒、対薬品）作業靴、静電靴、ゴム長靴　等
- 官需靴
- プロテクティブスニーカー
- ワークシューズ

クリーンルーム用シューズ、放射能汚染防護用シューズ　等
- ワークグローブ

各種革手袋、耐溶剤・耐油手袋、耐電手袋、切創防止手袋、耐熱手袋、防振手袋、綿軍手、その他特殊作業用手袋　等
- 防災用品

非常食、水、寝袋、毛布、懐中電灯、担架、簡易トイレ　等
- ユニフォーム

事務服、一般作業服、防寒服、帯電防止服、無塵服、レインコート　等
- その他各種安全衛生用品

防じんメガネ、遮光メガネ、安全帯、防じんマスク、防毒マスク、呼吸器、安全標識、ヘルメット、耳栓、安全マット・シート・ネット、耐熱用品、腰痛対策用品、静電気対策用品、クリーンルーム関連用品　等
- 環境対策用品

酸素・ガス測定器、ガス検知器、吸排気ファン、蘇生器、個人空調、騒音計、風速計、洗眼器、シャワー、喫煙分煙機　等

## 主な商品名(一部ブランドのみ)
- SX3層底Ｆソール安全靴（シモンライト、8600、8500、ウオーキングセフティ）
- SX3層底安全靴（8500、シモンスター）
- 2層底安全靴（7500、エコエース、BZ）
- プロテクティブスニーカー(KB38、軽技A＋、軽技FL、Air Special、NS、YS、8800)
- 防じんメガネ（深美眼）
- 紳士靴（Soflight）

## 関連会社
- ㈱東北シモン
- ㈱アイゼックス
- タイ・シモンセフティインダストリーズ㈱
- 煙台希満安全鞋工業有限公司
- ㈱インドネシアシモン